# Horta (prémétro de Bruxelles)
Pour les articles homonymes, voir Horta.
Horta est une station du prémétro de Bruxelles desservie par les lignes 4 et 10 du tramway de Bruxelles située à Bruxelles, sur la commune de Saint-Gilles.

## Situation
La station est située sous la jonction de la Chaussée de Waterloo et la Rue de Parme, à l'est de la Barrière de Saint-Gilles.
Elle est située entre les stations Parvis de Saint-Gilles et Albert des lignes 4 et 10 du tramway de Bruxelles.

## Histoire

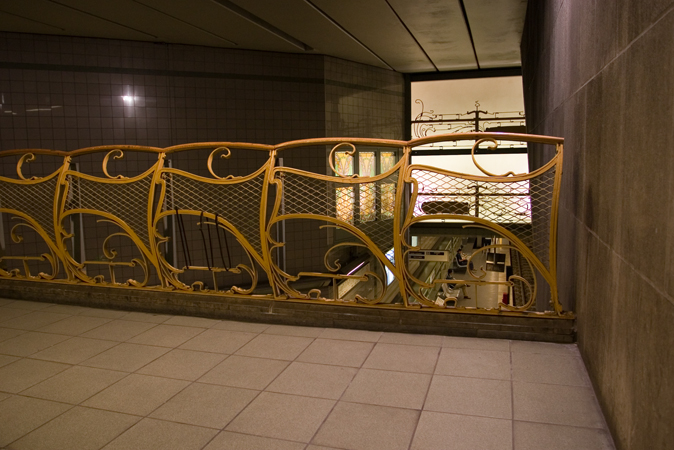
Balustrade provenant d'un bâtiment démoli de l'Art nouveau, réutilisée dans la salle des guichets.

Une première phase de travaux a lieu à partir de la fin des années 1970 mais prend fin en 1983 alors que seul le gros-œuvre est réalisé. La station inachevée est présentée en 1986 dans le cadre de l'émission de la RTBF consacrée aux grands travaux inutiles. La station a été ouverte le 3 décembre 1993.
La station doit son nom à la proximité d'un grand nombre de bâtiments de l'Art nouveau, dont certains réalisés par Victor Horta. Dans le vestibule, on a installé des grilles décoratives et des vitraux provenant de la Maison du Peuple et de l'Hôtel Aubecq, tous deux conçus par Victor Horta et démolis dans les années 1950 et 1960.
En 2020 débutent des travaux pour permettre à des métros de se substituer aux trams dans le tunnel entre Albert et la gare du Midi (Métro 3). Le troisième rail, destiné à l'alimentation électrique des rames de métro, est posé en 2021.
La ligne de tramway 51 est coupée en deux tronçons pour cause de travaux à partir du 5 novembre 2022, la station Horta n'est plus desservie.

## Service aux voyageurs

### Accès
La station compte deux accès :
- Accès no 1 : situé rue du Lycée ;
- Accès no 2 : situé au sud de la chaussée de Waterloo (accompagné d'un escalator).

### Quais
La station est de conception classique avec deux voies encadrées par deux quais latéraux.

### Intermodalité
La station est desservie à distance, à l'arrêt Barrière, par les lignes  81 et 97 du tramway de Bruxelles et par la ligne 52 des autobus de Bruxelles et, à l'arrêt Morichar, par les lignes de bus 136 du réseau De Lijn et 365a et W du réseau TEC.

## À proximité
- Barrière de Saint-Gilles